# SN 2007mo
SN 2007mo – supernowa typu Ia odkryta 9 października 2007 roku w galaktyce A221133+0045. W momencie odkrycia miała maksymalną jasność 21,70m.